# Anna Hoekstra
Anna Mieke Hoekstra (Leeuwarden, 3 agosto 1961) è un'ex cestista olandese.

## Carriera
Con i Paesi Bassi ha disputato due edizioni dei Campionati europei (1983, 1985).